# Семков Семен Мойсейович
Семен Мойсейович Семков (Самуїл Мойсейович Коган) (січень 1885, місто Одеса — 27 жовтня 1928, місто Ленінград, тепер Санкт-Петербург, Російська Федерація) — радянський діяч. Член Центральної контрольної комісії ВКП(б) у 1925—1928 роках, кандидат у члени Президії ЦКК ВКП(б) з 19 грудня 1927 по 27 жовтня 1928 року. Кандидат у члени ЦВК СРСР 2—3-го скликань.

## Життєпис
Народився в єврейській родині Мойсея Когана в Одесі. З тринадцятирічного віку працював у слюсарній майстерні.
Член РСДРП з 1902 року, партійні псевдоніми Сьома, Аркадій. Працював у Пересипській організації РСДРП міста Одеси.
За революційну діяльність заарештований в місті Миколаєві та засуджений до адміністративного заслання в Яренок Вологодської губернії. У вересні 1909 року втік за кордон, деякий час примикав до «примиренців» у РСДРП, але потім відійшов від них. У 1910 році за дорученням ЦК РСДРП повернувся до Російської імперії, керував більшовицькою організацією в місті Катеринославі. 
У травні 1911 року виїхав на навчання до Партійної школи Лонжюмо біля Парижа (Франція). Після завершення навчання у серпні 1911 року повернувся до Російської імперії. У 1913 році заарештований, засуджений до адміністративного заслання в Ускулом, але знову втік за кордон (США). З 1914 до 1917 року був членом Російського відділу Соціалістичної партії США, секретарем Нью-Йоркської секції РСДРП. У листопаді 1917 року повернувся до Росії.
У квітні — 5 листопада 1918 року — аташе у справах військовополонених при Повноважному представництві РРФСР у Німеччині.
З листопада 1918 року — політичний комісар, голова правління Іжевських збройових та сталеливарних заводів; член Революційного комітету Уфимського укріпленого району; член Революційної військової ради (РВР) Уфимського укріпленого району.
З травня 1921 року — секретар Московської міської ради профспілок.
До 1925 року — голова ради профспілок Закавказької РФСР.
Потім працював керівник непланової інспекції в апараті Центральної контрольної комісії ВКП(б). З 1927 по січень 1928 року — керівник групи Центральної контрольної комісії ВКП(б) з перевірки проходження справ у вищих законодавчих органах. 
З січня по 27 жовтня 1928 року — завідувач Об'єднаного бюро скарг при Народному комісаріаті робітничо-селянської інспекції СРСР. Член Всесоюзного товариства старих більшовиків.
Помер 27 жовтня 1928 року в Ленінграді після важкої хвороби. Похований на території некрополя при Олександро-Невській лаврі Ленінграда (Санкт-Петербурга).